# 土方千種
土方 千種（ひじかた ちくさ、安政4年2月7日（1857年3月2日） - 大正10年（1921年）5月14日）は日本の政治家、法律家。衆議院議員（1期、立憲国民党）。

## 略歴
1857年（安政4年）2月7日、江戸麹町に生まれる。東京法学校（現在の法政大学）で学んだ後、1887年（明治20年）に判事試験に合格する。久留米区裁判所、福岡地方裁判所、小倉区裁判所等で判事として勤務し、1897年（明治30年）に退官し、小倉市で弁護士を開業する。
1912年（明治45年）、第11回衆議院議員総選挙に出馬し、当選する。1921年（大正10年）5月14日に死去。